# Léon Blum
Léon Blum (Párizs, 1872. április 9. – Jouy-en-Josas, 1950. március 30.) francia szocialista politikus, a Harmadik Köztársaság 82. és 84. miniszterelnöke, majd 1946-47-ben a Köztársaság ideiglenes kormányzatának elnöke. Legjelentősebb politikai döntései közé sorolható, hogy 1920-ban nem volt hajlandó csatlakozni a III. (kommunista) Internacionáléhoz, 1936-ban népfrontkormányt alakított a kommunisták, a radikálisok és egyéb baloldali tömörülések bevonásával, a spanyol polgárháború idején nem nyújtott segítséget a köztársaságiaknak (ezért a kommunisták szakítottak is vele), Franciaországban bevezette a fizetéses szabadságot és 40 órára csökkentette a heti munkaidőt.

## Élete
Léon Blum gazdag selyemkereskedő család gyermekeként született Párizsban 1872. április 9-én. Apja, Abraham Blum Elzászból költözött Párizsba, anyja, Adèle Marie Alice Picart született párizsi volt.
Gimnáziumi tanulmányai során találkozott és kötött tartós barátságot André Gide-del. A két fiatalember újságot is alapított, s ebben a 17 éves Blum verseket publikált.
Felsőfokú tanulmányait az École normale supérieure-ben kezdte, de – miután innét egy sikertelen vizsga után kizárták –, a Sorbonne-on fejezte be. Itt 1891-ben irodalomból, majd 1894-ben jogból is diplomát szerzett.
1895-ben az Államtanácsnál, a francia közigazgatási bíráskodás legfelsőbb fórumánál kapott állást, s 25 évig maradt e testület tagja.
Politikával az 1894-től 1906-ig húzódó Dreyfus-ügy idején kezdett foglalkozni: ekkor találkozott Jean Jaurèsszel, a francia szocialisták vezérével is, akivel 1904-ben megalapították a később jelentős szerepet játszó szocialista (majd az 1920-as pártszakadást követően kommunista) napilapot, a L’Humanitét.
1919-ben parlamenti képviselővé választották, s ő lett a szocialista frakció vezetője. A szocialista párt 1920-as tours-i kongresszusán ellenezte a III. kommunista Internacionáléhoz való csatlakozást, szembefordult a csatlakozás mellett állást foglaló többséggel, amely ezek után kivált a szocialista pártból és megalapította a Francia Kommunista Pártot.
Az 1930-as évek elején, a nagy gazdasági válság kirobbanása után a két baloldali párt ismét közeledni kezdett egymáshoz, s ez a közeledés elvezetett az 1936-os parlamenti választásokon aratott győzelemhez és a kommunista Maurice Thorez által javasolt népfrontkormány megalakításához Léon Blum vezetésével. E kormány vezette be Franciaországban a fizetett szabadságot, a negyvenórás munkahetet, a kollektív szerződések rendszerét, ez emelte 14 évre a tankötelezettség határát, s e francia kormány tagjai között voltak először nők (amikor a franciaországi parlamenti választásokon szavazati joggal még nem is rendelkeztek).
1938-ban, a népfrontkormány bukása után Blum a szocialisták frakcióvezetőjeként a parlamentben folytatta tevékenységét. Elítélte az 1939. augusztus 23-i német-szovjet „Molotov–Ribbentrop-paktumot” és a francia kommunisták ezzel kapcsolatos magatartását, s 1940. július 10-én egyike volt annak a 80 francia képviselőnek, akik Pétain marsall teljhatalma ellen szavaztak.
1943-ban a buchenwaldi koncentrációs táborba deportálták, innen 1945. április 24-én szabadult. 1946. december 16-tól 1947. január 16-ig ismét miniszterelnök lett: ő irányította azt az ún. „szilveszteri” átmeneti kormányt, amely útjára bocsátotta a IV. francia köztársaságot.
Ezután visszavonult a Versailles melletti Jouy-en-Josas-ban lévő házába, s ott is halt meg szívinfarktus következtében 77 éves korában, 1950. március 30-án.

## Magyarul megjelent művei
- Emlékek az "Ügy"-ről; ford. Ferch Magda; Európa, Bp., 1985 (Mérleg)

## Kapcsolódó szócikk
- Franciaország miniszterelnökeinek listája